# Mitoura plicataria
Mitoura plicataria är en fjärilsart som beskrevs av Johnson 1976. Mitoura plicataria ingår i släktet Mitoura och familjen juvelvingar. Inga underarter finns listade i Catalogue of Life.